# Dasysphaera
Dasysphaera là chi thực vật có hoa trong họ Amaranthaceae.